# Tintri
Tintri, Inc. ist ein US-amerikanisches IT-Unternehmen aus Mountain View, Kalifornien. Tintri bietet auf Flashspeicher basierte Speicherprodukte, speziell entwickelt für Virtualisierung und Cloud-Umgebungen. Das Hauptprodukt des Unternehmens ist Tintri VMstore, das die Datenverwaltung und -sicherheit auf VM-Ebene erlaubt. Das System gleicht die Speicher-Infrastruktur automatisch mit dem Bedarf der Anwendungen der virtuellen Infrastruktur ab.

## Geschichte
Tintri wurde von Kieran Harty gegründet, der vorher die Produktentwicklung bei VMware als deren Executive Vice President of Engineering leitete. Viele von Tintris Managern und leitenden technischen Mitarbeitern kommen von Brocade, EMC, Data Domain, Google, NetApp und VMware.
Kieran Hartys anfängliche Zielsetzung für Tintri war, das Problem der Diskrepanz von konventionellem Speicher und den Anforderungen von Applikationen in virtualisierten Umgebungen zu beheben. Diese Diskrepanz erfordert nicht nur Überprovisionierung, sondern auch eine komplexe Konfiguration und Verwaltung.
Ken Klein, ein Mitglied des Vorstandes bei Tintri und früherer Vorstandsvorsitzende von Wind River Systems, wurde im Oktober 2013 Vorstandsvorsitzender und Geschäftsführer von Tintri.
Tintri hat ca. 260 Millionen US-Dollar an Risikokapital erhalten. Im August 2015 kündigte Tintri eine Finanzierungsrunde von 125 Millionen US-Dollar an. Die Runde wurde von Silver Lake Kraftwerk angeführt, begleitet von den bereits bestehenden Investoren Insight Venture Partners, Lightspeed Venture Partners, Menlo Ventures und New Enterprise Associates.
Im Juni 2017 ging das Unternehmen an die NASDAQ-Börse. Wenige Monate später wurde aber dann aufgrund anhaltender finanzieller Schwierigkeiten ein Käufer gesucht. Nachdem die Verhandlungen mit potentiellen Investoren gescheitert waren, musste das Unternehmen am 10. Juli 2018 Gläubigerschutz nach Chapter 11 beantragen. Ein Großteil der etwa 200 Mitarbeiter wurde entlassen. Kurz nach der Insolvenz wurde die Konkursmasse von dem in Privatbesitz befindlichen Unternehmen DataDirect Networks für einen nicht genannten Kaufpreis übernommen. Die Geschäfte werden seither von einer Rumpfmannschaft weitergeführt.

## Technologie
Tintri VMstore nutzt VMs und Virtual Disks anstatt konventioneller Speicherabstraktionen wie LUNs und Volumes als Kernaufbau der Systemverwaltung. Tintris FlashFirst-Design dedupliziert und komprimiert Daten im Flash, was die Notwendigkeit den Speicher inklusive RAID-Level und Tiering zu konfigurieren, beseitigt. QoS auf VM-Ebene und Performance-Zuweisung überwachen und lenken IO, Vdisks und VMs. Tintri bietet außerdem eine globale Ansicht über alle VMs eines VMstore-Speichers und eine Ansicht der Latenz von beherbergten VMs, vSphere Hosts, des Netzwerks und des Speichers in Echtzeit.
Clients können auf Tintri VMstore-Appliances über Standard TCP/IP File Service Protokolle (NFS und SMB) zugreifen. VMstore-Systeme sind angepasste x86-Server mit Dual-Controller, bestückt mit einer Mischung aus Flash (SSD) und traditionellen, mechanischen Festplatten. Schreibvorgänge und andere Updates für das Dateisystem werden auf nicht-volatilem RAM gespeichert, um Latenz zu reduzieren. Die Plattform läuft auf einem angepassten Linux Betriebssystem. Der Großteil des geistigen Eigentums der Firma steckt in einem angepassten User-Level Filesystem Process, ironischerweise ‘Realstore’ genannt.

## Produkte

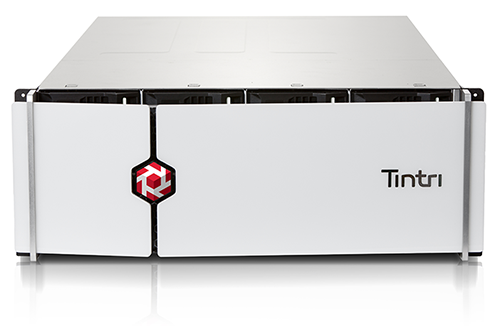
Tintri VMstore T800

Tintri lieferte die erste Generation seiner Produkte im April 2011 aus.
Tintri veröffentlichte Tintri OS 2.0 im April 2013. Diese Version des Betriebssystems fügte VM-granulare Replikation (bekannt als ReplicateVM) und CloneVM und SnapVM hinzu. Sie replizierte individuelle VMs zwischen VMstore-Systemen mit anpassbarem Zeitplan für Datensicherheit und erstellte VM-Klone auf entfernten VMstore-Systemen.
Auf der VMworld 2013 in San Francisco zeigte Tintri die Unterstützung für VMware Virtual Volumes (vVOLs).
Tintri kündigte im August 2014 Tintri OS 3.0, Tintri Global Center 1.1 und Tintri Automation Center, basiert auf PowerShell, an. Die neuen Produkte boten Operationen für die Datenverwaltung auf VM-Ebene mit Unterstützung für mehrere Hypervisoren und End-to-End-Automation für Virtualisierung und Private Cloud-Umgebungen.
Im November 2014 kündigte Tintri die VMstore™ T800 Serie und Tintri OS 3.1 an. Die neue Produktserie beinhaltete drei Modelle: T820, T850 und T880. Die T880 kann bis zu 3500 VMs, 100 TB an nutzbarer Kapazität und bis zu 140.000 IOPS in einem einzelnen 4U hohen System unterstützen. Andere, neue Funktionen von Tintri OS beinhalteten die Integration mit VMware vCenter Site Recovery Manager (SRM) für automatisierte Notfallwiederherstellung, SecureVM für die Verschlüsselung von ruhenden Daten und REST API SDK für die Automation von Workflows und Integration in das Ökosystem.
Im April 2015 kündigte Tintri OS 3.2 an, mit QoS auf VM-Ebene und SyncVM, sowie Tintri Global Center 2.0 an. Mit QoS auf VM-Ebene können Administratoren maximale und minimale IOPS-Werte für jede individuelle VM einstellen, samt visueller Hilfe, um die QoS-Werte genau zu bestimmen. Administratoren können die Auswirkungen der Änderungen auf die Latenz sofort sehen, anstatt auf Rückmeldung von Nutzern zu warten. SyncVM erlaubte es Nutzern zwischen Snapshots einer individuellen VM vor und zurück zu wechseln, ohne andere Snapshots oder die Leistungshistorie zu verlieren. Mit Tintri Global Center 2.0 konnten Nutzer mehr als 100.000 VM über eine einzige Nutzeroberfläche überwachen und verwalten, sowie Gruppen von VMs basiert auf Richtlinien dynamisch verwalten.
Im August 2015 kündigte Tintri die VMstore T5000 All-Flash-Serie an, die bis zu 5000 VMs in einer 2U-Höheneinheit verwalten kann. In nur einem Rack konnte die T5000-Serie bis zu 100.000 VMs, 1.4 PB an Daten und vier Millionen IOPS bieten. Sowohl die T5000 All-Flash-Serie als auch die T800 Hybrid-Flash-Serie basierten auf demselben Tintri OS, mit den exakt gleichen Analysen auf VM-Ebene. Das neue Tintri Global Center 2.1 konnte ‘flash-hungrige’ VMs erkennen und Administratoren dabei helfen, Workloads von einer T800 Serie auf ein T5000-System zu verschieben. TGC 2.1 war außerdem nicht nur fähig Service Group Policies für Datensicherheit dynamisch zuzuweisen, sondern konnte diese auch nahtlos übertragen wenn eine VM auf einen anderen VMstore verschoben wird.
Tintri kündigte darüber hinaus die VMstack Converged Infrastructure an, die die Wahl zwischen Hybrid-Flash, All-Flash, mehreren Hypervisoren, Servern und Netzwerk bietet. Ausgewählte Tintri-Partner konnten vorqualifizierte, integrierte Lösungen für spezifische Nutzung entwerfen, wie zum Beispiel VDI, Unternehmensanwendungen mit hohem Performancebedarf und die Private Cloud.
Im Februar 2016 stellte Tintri ein spezielles Programm für Cloud-Dienstleister (Cloud-Service-Provider, CSP) vor. Das neue CSP-Programm kombinierte die VM-zentrischen Speicherlösungen von Tintri mit flexiblen Kaufbedingungen.

## Zertifizierungen
- Tintri ist für die View Composer API für Array-Integration (VCAI) zertifiziert.[21]
- Tintri-Systeme und das Tintri VAAI-Plugin sind VMware Ready zertifiziert.[22]
- Tintri und die VMware VDI Referenzarchitektur für VMware Horizon View 5.2 wurde von VMware und ESG getestet.[23]
- Tintri ist der Cisco HCL Version 2.1.2 gelistet (Seite 50).[24]
- Tintri-Systeme sind zertifiziert für Citrix Ready für XenDesktop VDI-Umgebungen.[25]

## Preise und Auszeichnungen
- Preis von InfoWorld als „2015 Technology of the Year“.[26]
- Tintri wurde als Visionär in Gartners Magic Quadrant for General-Purpose Disk Arrays gelistet.[27]
- Inc "The 11 Hottest Pre-IPO Enterprise Startups"[28]
- CRN Emerging Vendors 2014[29]
- Virtualization Review Editor’s Choice Award, 2013[30]